# Edwin Rymarz

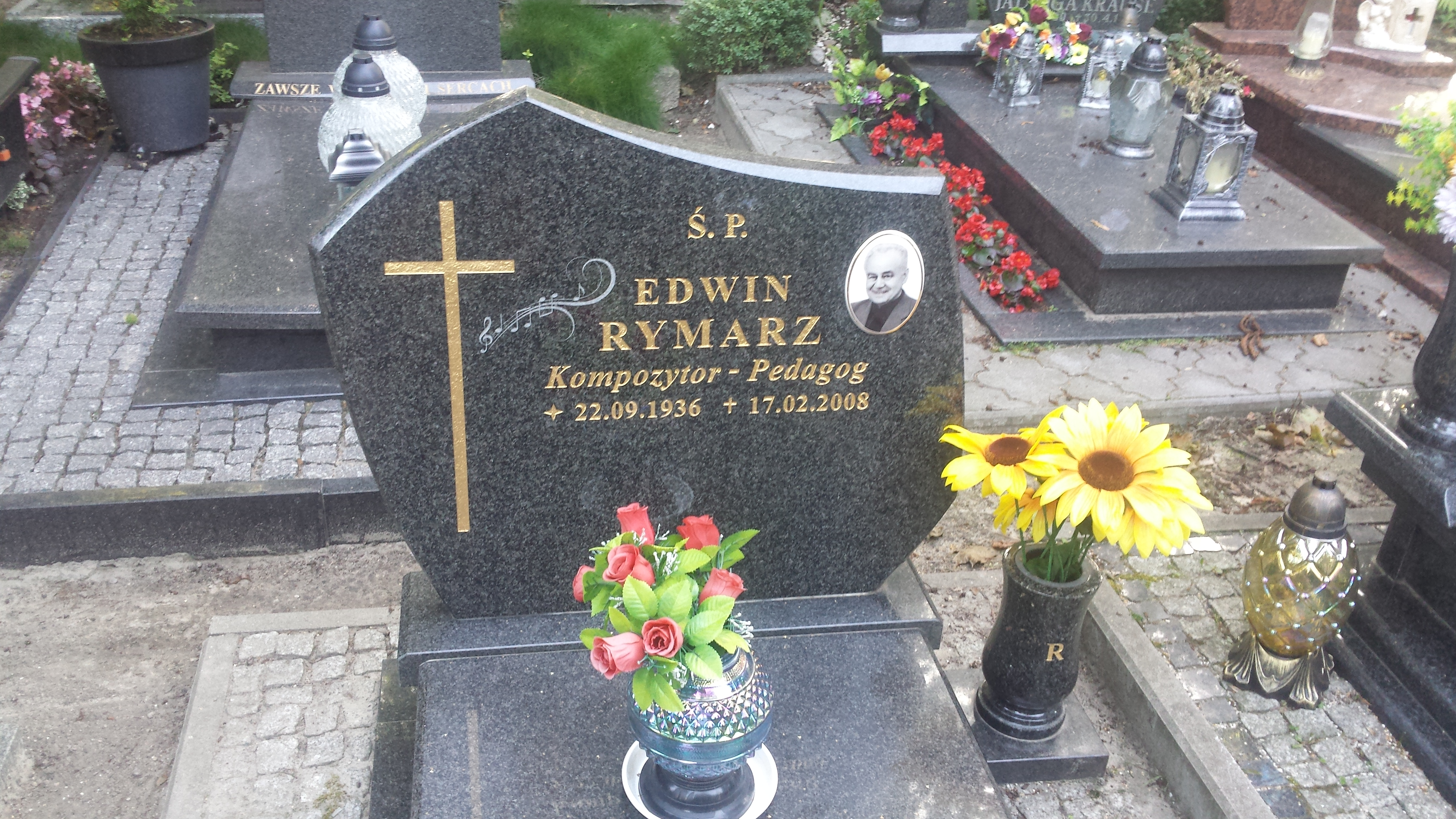
Grób Edwina Rymarza na Cmentarzu Garnizonowym w Gdańsku

Edwin Rymarz (ur. 22 września 1936 w Komborni, zm. 17 lutego 2008 w Gdańsku) – polski kompozytor, organista, pedagog, długoletni dyrektor Ogólnokształcącej Szkoły Muzycznej I i II stopnia im. Feliksa Nowowiejskiego w Gdańsku.

## Życie i wykształcenie
Urodził się w Komborni na Podkarpaciu, w biednej rodzinie jako syn Stanisława. W 1945 przyjechał do Gdańska i związał się na stałe z życiem kulturalnym tego miasta. W 1951 rozpoczął naukę gry na fortepianie w Państwowej Szkole Muzycznej w Gdańsku-Oruni, po czym w latach 1954–1959 był uczniem Państwowej Średniej Szkoły Muzycznej w Gdańsku-Wrzeszczu, którą ukończył w klasie organów Tadeusza Tylewskiego.
W roku 1959 rozpoczął studia w Państwowej Wyższej Szkole Muzycznej w Sopocie w klasie organów prof. Leona Batora, rok później podjął studia na Wydziale Teorii i Kompozycji na tej samej uczelni. W 1964 rozpoczął studia kompozytorskie również w Państwowej Wyższej Szkole Muzycznej w Sopocie w klasie prof. Konrada Pałubickiego.

## Kariera zawodowa
W 1963 podjął pracę w Państwowej Szkole Muzycznej I stopnia w Gdańsku-Oruni, gdzie do 1969 uczył zasad muzyki, harmonii oraz instrumentoznawstwa z akustyką; prowadził także szkolną orkiestrę i chór.
W latach 1966–1969 jako nauczyciel harmonii związał się po raz pierwszy z Ogólnokształcącą Szkołą Muzyczną I i II stopnia im. Feliksa Nowowiejskiego w Gdańsku. Przez trzy kolejne lata uczył w Szkole Muzycznej I stopnia im. G. Bacewicz w Gdańsku-Wrzeszczu, gdzie był również dyrektorem. W latach 1973–1981 był starszym wizytatorem szkolnictwa artystycznego w Urzędzie Wojewódzkim w Gdańsku; sprawował wówczas nadzór nad placówkami kształcenia artystycznego w całym regionie. W 1981 powrócił na rok do Szkoły Muzycznej I st. w Gdańsku-Oruni, objął w niej stanowisko dyrektora. Od 1964 wykładał też przedmioty teoretyczne na Akademii Muzycznej im. Stanisława Moniuszki w Gdańsku.
W 1982 Edwin Rymarz został dyrektorem Ogólnokształcącej Szkoły Muzycznej I i II stopnia im. F. Nowowiejskiego w Gdańsku. Na tym stanowisku pracował przez 25 lat. Jednocześnie uczył improwizacji organowej, przedmiotów teoretycznych oraz prowadził szkolne zespoły.
Pomimo postępującej choroby nowotworowej, do końca życia był pełen zapału i entuzjazmu, miał wielkie plany, rozpoczął pisanie Koncertu na organy. Wszystkie te zamierzenia przerwała nieoczekiwana i trudna do przyjęcia przez środowisko śmierć. Zmarł nagle 17 lutego 2008, po długiej i ciężkiej chorobie. Na mszy pogrzebowej w archikatedrze pw. Świętej Trójcy w Gdańsku-Oliwie, odprawionej przez Arcybiskupa Metropolitę Gdańskiego ks. Tadeusza Gocłowskiego, zgromadziło się bardzo wiele osób związanych z życiem kulturalnym Trójmiasta i nie tylko. Przy organach zasiadł prof. Roman Perucki. Edwin Rymarz został pochowany na cmentarzu Garnizonowym, w dniu pogrzebu wspominali go tam m.in. Prezydent Miasta Gdańska Paweł Adamowicz, rektor Akademii Muzycznej im. Stanisława Moniuszki w Gdańsku profesor Bogdan Kułakowski i inni.

## Twórczość
Edwin Rymarz jest twórcą kompozycji organowych, orkiestrowych, kameralnych, chóralnych, wokalnych (wiele pieśni i piosenek dla młodzieży o tematyce marynistycznej i patriotycznej), muzyki do sztuk teatralnych i widowisk, ogromnej liczby opracowań i aranżacji, m.in. Koncertu C-dur Georga Josepha na fortepian i instrumenty smyczkowe, White Christmas na kwartet smyczkowy.
Jest autorem m.in. znanej i często wykonywanej Toccaty na organy (1993), 18 Żołędzi (1993) do słów Konstantego Ildefonsa Gałczyńskiego na 4-głosowy chór żeński a cappella, zbioru kolęd O gwiazdo betlejemska w opracowaniu na chór z towarzyszeniem kwartetu smyczkowego, Suity kaszubskiej na zespół instrumentalny, utworu Kontrasty (1991) na instrumenty perkusyjne.

## Ordery i odznaczenia
- Krzyż Oficerski Orderu Odrodzenia Polski (30 czerwca 2000)[1]
- Krzyż Kawalerski Orderu Odrodzenia Polski
- Srebrny Medal „Zasłużony Kulturze Gloria Artis” (12 czerwca 2007)[3]
- Medal Komisji Edukacji Narodowej
- Medal Księcia Mściwoja II (2007)[4]
- Medal Sint Sua Praemia Laudi
- Odznaka „Zasłużonego Działacza Kultury”
- Odznaka honorowa „Zasłużonym Ziemi Gdańskiej”
- Odznaka „Za zasługi dla Gdańska”

## Nagrody
- Nagroda Miasta Gdańska w Dziedzinie Kultury (1985)[5]
- Nagroda Indywidualna I stopnia Ministra Kultury
- Nagroda Indywidualna I stopnia Dyrektora Centrum Edukacji Artystycznej
- Nagroda Ministra Edukacji Narodowej
- Nagroda Prezydenta Miasta Gdańska w Dziedzinie Kultury (2000)[6]
- Nagroda Prezydenta Miasta Gdańska w Dziedzinie Kultury za osobisty wkład i zaangażowanie w muzyczną edukację dzieci i młodzieży (2007)[6]